# Dinatri guanylat
Guanylat đinatri (hay chất điều vị E627), còn biết đến như là 5'-guanylat natri, 5'-guanylat dinatri, natri 5'-guanylat và dinatri 5'-guanylat, là một muối dinatri của chất điều vị guanosin monophotphat (GMP). Guanylat dinatri là một phụ gia thực phẩm và được sử dụng phổ biến cùng với axít glutamic (hay glutamat natri, MSG).
Do nó là một phụ gia tương đối đắt, nó được sử dụng không độc lập với axít glutamic; nếu guanylat dinatri có mặt trong danh mục các thành phần nhưng MSG lại không thấy xuất hiện, rất có thể là axít glutamic được cung cấp như một phần của thành phần khác, chẳng hạn như trong phức hợp protein đậu tương đã chế biến. Nó thường được bổ sung vào thực phẩm cùng với inosinat dinatri (hay E631); tổ hợp này của E627 với E631 được biết đến như là 5'-ribonucleotide dinatri.
Guanylat dinatri được sản xuất từ cá khô hay tảo biển khô và thường được bổ sung vào mì ăn liền, khoai tây chiên hay rán, cơm mặn, rau quả đóng hộp, thịt xử lý bằng ướp muối, xông khói hay phơi khô v.v.